# Pruszcz Gdański
Pruszcz Gdański (Praust in tedesco) è una città polacca del distretto di Danzica nel voivodato della Pomerania.
Ricopre una superficie di 16,47 km² e nel 2004 contava 23 529 abitanti.